# Стратегічна зброя
Стратегічна зброя — види зброї та військової техніки, призначені для вирішення стратегічних завдань у війні. З початком «холодної війни» основним видом С. з. вважається міжконтинентальна ракетно-ядерна зброя. СРСР як «стратегічну» розглядав також ядерну зброю середнього радіуса дії, розміщену в Європі і здатну досягти його території.
Як С. з. слід розглядати також Зброю масового знищення.